# Partido Francés
El Partido Francés (en griego: Γαλλικό Κόμμα, romanizado: Galliko Komma), también presentado como Partido Constitucional (en griego: Συνταγματικό Κόμμα), fue uno de los tres primeros partidos griegos informales que dominaron la política de la Grecia moderna, siendo los otros dos el Ruso y el Inglés.

## Historia
Su creación tuvo que ver con la creciente influencia de las potencias británica, francesa y rusa sobre Grecia. El partido francés comenzó como una facción política fundada por Ioannis Kolettis durante la segunda asamblea nacional independentista en Astros en 1824. Kolettis fue el líder político más poderoso que surgió de la asamblea y ello agregó fuerza a su facción.
Los primeros partidos griegos también fueron definidos por las llamadas "Tres Intrigas" por las cuales cada facción apoyaba a un líder posrevolucionario para llegar al poder. La facción francesa apoyó a Luis de Orleans, el segundo hijo de Luis Felipe, futuro rey de Francia en 1830. Las otras facciones políticas replicaron apoyando a otras candidaturas por el trono.
Durante la gobernación de Ioannis Kapodistrias, el partido francés y el partido inglés se oponían al partido gobernante ruso (también llamado napista). Esta coalición opositora continuaría bajo el criterio de exigir una constitución escrita. Ya entre 1831 y 1832, cuando el nuevo monarca de Baviera, Otón, estaba siendo seleccionado como rey de los helenos, el partido francés estaba firmemente establecido por Kolettis.
El partido tenía apoyo e influencia en Grecia Central, especialmente en la región de Eubea, pero también tenía base entre los terratenientes del Peloponeso, como los miembros de la facción Deligiannis.